# Вайт-Свон (Вашингтон)
Вайт-Свон (англ. White Swan) — переписна місцевість (CDP) в США, в окрузі Якіма штату Вашингтон. Населення — 789 осіб (2020).

## Географія
Вайт-Свон розташований за координатами 46°22′37″ пн. ш. 120°44′17″ зх. д. / 46.37694° пн. ш. 120.73806° зх. д. (46.376978, -120.738123).  За даними Бюро перепису населення США в 2010 році переписна місцевість мала площу 6,91 км², уся площа — суходіл.

### Клімат
| Клімат : Вайт-Свон      | Клімат : Вайт-Свон | Клімат : Вайт-Свон | Клімат : Вайт-Свон | Клімат : Вайт-Свон | Клімат : Вайт-Свон | Клімат : Вайт-Свон | Клімат : Вайт-Свон | Клімат : Вайт-Свон | Клімат : Вайт-Свон | Клімат : Вайт-Свон | Клімат : Вайт-Свон | Клімат : Вайт-Свон | Клімат : Вайт-Свон |
| Показник                | Січ.               | Лют.               | Бер.               | Квіт.              | Трав.              | Черв.              | Лип.               | Серп.              | Вер.               | Жовт.              | Лист.              | Груд.              | Рік                |
| Абсолютний максимум, °C | 18,9               | 21,1               | 26,7               | 33,3               | 37,8               | 40,0               | 43,9               | 41,7               | 36,7               | 32,2               | 23,3               | 17,8               | 43,9               |
| Середній максимум, °C   | 2,7                | 7,9                | 13,4               | 18,4               | 23,3               | 26,7               | 31,2               | 30,2               | 25,7               | 18,8               | 9,7                | 5,3                | 17,8               |
| Середній мінімум, °C    | −6,8               | −3,2               | −0,3               | 2,5                | 5,6                | 8,9                | 10,9               | 10,1               | 7,3                | 2,3                | −1,7               | −3,8               | 2,7                |
| Абсолютний мінімум, °C  | −34,4              | −31,1              | −16,1              | −8,3               | −4,4               | −1,1               | 0,6                | 1,1                | −5,6               | −12,2              | −17,2              | −28,9              | −34,4              |
| Норма опадів, мм        | 38                 | 25                 | 16                 | 13                 | 7                  | 14                 | 5                  | 6                  | 6                  | 13                 | 28                 | 43                 | 216                |
| Днів з опадами          | 7                  | 6                  | 4                  | 3                  | 2                  | 3                  | 1                  | 2                  | 2                  | 3                  | 6                  | 8                  | 47,0               |
| ----------------------- | ------------------ | ------------------ | ------------------ | ------------------ | ------------------ | ------------------ | ------------------ | ------------------ | ------------------ | ------------------ | ------------------ | ------------------ | ------------------ |
| Джерело:                |                    |                    |                    |                    |                    |                    |                    |                    |                    |                    |                    |                    |                    |

## Демографія
Згідно з переписом 2010 року, у переписній місцевості мешкали 793 особи в 195 домогосподарствах у складі 155 родин. Густота населення становила 115 осіб/км².  Було 213 помешкання (31/км²).
Расовий склад населення:
| - 79,2 % — корінних американців - 8,4 % — білих - 0,1 % — вихідців з тихоокеанських островів - 0,1 % — чорних або афроамериканців - 0,1 % — азіатів - 9,2 % — осіб інших рас |

До двох чи більше рас належало 2,8 %. Частка іспаномовних становила 12,7 % від усіх жителів.
За віковим діапазоном населення розподілялося таким чином: 39,0 % — особи молодші 18 років, 55,5 % — особи у віці 18—64 років, 5,5 % — особи у віці 65 років та старші. Медіана віку мешканця становила 24,9 року. На 100 осіб жіночої статі у переписній місцевості припадало 98,2 чоловіків;  на 100 жінок у віці від 18 років та старших — 93,6 чоловіків також старших 18 років.
За межею бідності перебувало 50,9 % осіб, у тому числі 58,3 % дітей у віці до 18 років та 65,8 % осіб у віці 65 років та старших.
Цивільне працевлаштоване населення становило 158 осіб. Основні галузі зайнятості: сільське господарство, лісництво, риболовля — 29,7 %, мистецтво, розваги та відпочинок — 19,0 %, транспорт — 12,7 %, освіта, охорона здоров'я та соціальна допомога — 11,4 %.